# Alfa Lente Bok
Alfa Lente Bok is een Nederlands bier van lage gisting, gebrouwen bij de Alfa Bierbrouwerij in Thull (Schinnen).
Het is een goudbruin bier met een alcoholpercentage van 6,5%. Op 29 maart 1993 kwam Alfa Lente Bok op de markt.
Het bier wordt in het voorjaar in een beperkte hoeveelheid gebrouwen.

## Oorspronkelijk idee
Al in 1912 had familie Meens het idee om bier te brouwen met jonge hop. Het bleek echter een probleem om de hop tijdig uit het toenmalige Tsjechoslowakije te halen. Men besloot hierop zelf hop te gaan verbouwen, maar het idee raakte in de vergetelheid. Totdat in 1993 dan uiteindelijk toch een bier gebrouwen werd met de eerste hop van de nieuwe oogst.